# Antoni Sabaté Mill
Antoni Sabaté Mill (Sant Joan de Mediona, Alt Penedès, 13 de desembre de 1915 – Vilafranca del Penedès, Alt Penedès, 11 de desembre de 2002) va exercir com a crític d'art, pensador, literat, poeta, periodista i arxiver. Fou cronista oficial de Vilafranca del Penedès i va viure i treballar sota el paraigües de l'obra d'Eugeni d'Ors.

## Biografia
Antoni Sabaté i Mill era fill d'una família de pagesos, aquesta es va traslladar a Vilafranca del Penedès quan ell només tenia un any. La fil·loxera havia arruïnat l'explotació vitícola paterna i es van traslladar a Vilafranca, on el seu pare va treballar de xofer. La seva mare provenia del Pallars Sobirà, d'una família de raiers d'Escaló. El matrimoni va tenir dos fills més, Joan i Josep.
Antoni Sabaté va estudiar a l'acadèmia Sagrada Família i a l'Escola de Llatinitat de Vilafranca del Penedès. Entre 1927 i 1934 va estudiar al Seminari de Barcelona el batxillerat eclesiàstic, estudiant intensament filosofia i llatí. Es preparava per esdevenir sacerdot, carrera que va abandonar per un enfrontament amb el nucli tortosí que aleshores dirigia el seminari i a qui va titllar d'espanyolistes. El 1935 es va traslladar a Madrid, gràcies a una beca del sacerdot vilafranquí Joaquim Inglada Via, per estudiar la carrera de Filosofia i Lletres, que va quedar escapçada per l'esclat de la guerra civil.
No és fins al 1941 que Sabaté Mill torna a Vilafranca del Penedès, per ocupar la vacant de professor de llatí i filosofia a l'Institut de Vilafranca, tasca que desenvolupà fins al 1981. Anteriorment havia exercit de periodista a Barcelona, col·laborant al setmanari Som!!, l'òrgan periodístic de les Joventuts d'Estat Català.
El 1942 comença la seva col·laboració al setmanari local Panadés, emprant els pseudònims Magí Rafecas i Mianx (era fill de Cal Mianjo). Altres pseudònims que va utilitzar al llarg de la seva vida van ser Guerau i Antístides.
Entre 1955 i 1964 ostenta el càrrec de vicepresident del Museu de Vilafranca del Penedès, amb l'objectiu de dinamitzar-ne l'activitat cultural. El 1969 esdevé codirector de l'Arxiu Bibliogràfic, del qual n'esdevé l'únic director el 1971, quan el seu fundador Pere Regull i Pagès mor. Va escriure en les dues publicacions del Museu, Dionysos i Olerdulae.
Es casà amb Paquita Insenser i tingueren dos fills: Xavier Sabaté Insenser i Antònia Sabaté Insenser.
El 1971 és el pregoner de la Festa Major de Vilafranca. Al setembre del 2002 se li atorga la Medalla de la Vila, junt amb altres vilafranquins com Emili Giralt i Raventós, Antònia Cuevas, Josep Soler i Sardà, Justa Jiménez i l'entitat Centre Excursionista del Penedès. El 2003, un mes després de la seva mort, l'Ajuntament de Vilafranca li dedica un passatge que connecta la plaça de Lluís Via i el carrer dels Ferrers.

## Tasca intel·lectual
Destaquen la seva activitat com a crític d'art i com a historiador, des de les quals va defensar que no hi ha avanç sense tradició i que la història no és un ofici sinó una vocació lligada a la vida, a l'anhel de llibertat i de solidaritat. Treballà la història com a font de cohesió. Lluny de l'erudició, fou un observador precís i un narrador irònic. Un amant de la síntesi. Ho mostren bé dos dels seus treballs sobre la història de Vilafranca que amb els anys han esdevingut una lliçó d'exemple: Un any a contrallum (1979) i Esplendor i opacitat d'un decenni: 1900-1910 (1996).
A banda de la seva activitat pedagògica als instituts de Vilafranca, la tasca intel·lectual d'Antoni Sabaté Mill gira al voltant del Museu de Vilafranca i és amarada per la influència d'Eugeni d'Ors, Lluís G. Feliu, Manuel Trens i Pere Mas i Parera i es plasmà en iniciatives culturals diverses, en les quals fou acompanyat pels bons amics Pau Boada (pintor), Tomàs Berdié (músic) i Manel Benach (impressor).
Va escriure multitud d'assaigs i d'articles, la major part dels quals foren aplegats, l'any 1994, en dos volums que porten per títol De prop i de lluny. En ells hom redescobreix a l'home que des de ben jove cercà les “bones lletres”, com li agradava definir-se.
Tot i els gallarets fets a la segona meitat de la dècada de 1930 en la premsa local (al setmanari catòlic Acció) i nacional (la revista Som!! de les Joventuts d'Estat Català) la labor de Sabaté Mill comença a caminar amb pas ferm l'any 1942. Són uns anys d'intensa activitat literària i cultural a Vilafranca des del Museu de Vilafranca i l'Institut Milà i Fontanals, gràcies a la qual Rodolf Llorens va poder escriure que: “Durant els anys del franquisme, opino que Vilafranca […] sabé mantenir-se dins la seva alta jerarquia intel·lectual i artística i àdhuc fidel, dintre del possible, a la seva catalanitat tradicional. La creació del museu a l'antic Palau dels reis d'Aragó […] crec que ha estat el gran instrument i d'una influència decisiva.” És quan comença a col·laborar en totes les capçaleres de la premsa local i també a: Destino i Correo Literario.
Entre 1942 i 1950, participa del grup d'orsians del museu vilafranquí i del grup intel·lectual lligat a l'Institut Milà i Fontanals. Des del setmanari Acció promou el suplement literari Primavera i, des del Museu, Verde y azul “pel verd de les vinyes i el blau del cel que acarona la vida humana”; en reconeixement de d'Ors escriu les 10 glosas de Fiesta Mayor (text il·lustrat amb dibuixos de Pau Boada); i publica el Retablo del año i Conte de Nadal (amb el suport de Pau Boada, Tomàs Berdié i Tomàs Estalella). A poc a poc, Sabaté Mill es converteix en la peça més destacada del grup d'orsians que treballaven des del Museu de Vilafranca, en el qual hi trobem: Pere Regull, Manuel Benach, Antoni Mestres Jané, Pere Giró, Román de Saavedra y de Almenara i Pau Boada.
No podem deslligar la seva obra de la seva mirada formada a les classes de Xavier Zubiri, José Ortega y Gasset i Jaume Serra Hunter, ni tampoc de la seva condició de lector i contertulià d'Eugeni d'Ors. Es tracta d'un corpus amarat per la cultura francesa i banyada per la lectura atenta i estricta coneixença de la cultura clàssica (no debades fou un bon professor de les llengües clàssiques, grec i llatí).
Estudià l'obra de Llorens i Barba, Josep Torras i Bages, els germans Milà i Fontanals i Eugeni d'Ors. Sobre Llorens i Barba i Eugeni d'Ors en destaquen quatre treballs primerencs: el manuscrit Diseño general de la filosofía de Llorens y Barba y sus relaciones con el tomismo (1942), text de la conferència pronunciada amb motiu de a l'exposició bibliogràfica del Sant Jordi de l'any 1942, i editada per l'Ajuntament de Vilafranca el 1943 amb el títol de Ensayo monográfico sobre Francisco Xavier Llorens y Barba; l'article “La cita en Vilafranca” (Correo literario, 1954) i la conferència inèdita que pronuncià per la diada de Sant Tomàs a l'Institut Milà i Fontanals, on treballava, i que porta per títol Francisco Xavier Llorens y Barba y Eugenio d'Ors (1957).
En relació als altres autors, ens ha llegat diverses biografies i estudis de lectura obligada: Pere Mas i Parera i la Vilafranca del seu temps (1982); Recull Bibliogràfic del Dr. Josep Baltà Elias 1918-1971 (1982); Pau Milà i Fontanals (1984); Torras y Bages en la Vilafranca ochocentista (1949). Així mateix, estudià l'obra del pedagog Josep Estalella i de Pere Grases i, entre els autors de fora, Huxley, Chesterton, Simone Weil, San Juan de la Cruz, Gertrude Stein, etc.
Finalment, queda per destacar la seva labor com arxiver i documentalista. En Sabaté Mill, la paraula guia i fa fecunds els seus estudis sobre els autors locals i tot el que ens envolta, com bé mostren la conferència que va fer al Saló de Plens de l'Ajuntament de Vilafranca amb el títol Els orígens de la premsa vilafranquina (Sant Jordi de 1997) i en l'opuscle que dedicà a la Llibreria Pujol l'any 1981 Origen i vicissituds d'una llibreria, 1905 – 1981. En ell, les paraules i les idees guien una tasca de conservació, d'estudi i de divulgació de la història intel·lectual, econòmica i política de Vilafranca.